# معركة يافا (1917)
معركة يافا هي اشتباك عسكري حدث في الفترة من 20 الي 21 ديسمبر 1917 خلال حملة فلسطين وسيناء كجزء من الحرب العالمية الأولى ، وذلك بين قوة التجريدة المصرية للإمبراطورية البريطانية من جانب ومجموعة جيش يلدريم للدولة العثمانية  والإمبراطورية
الألمانية على الجانب الآخر.

 
كان ميناء يافا قد احتلته قوات لواء البنادق النيوزيلندية في 16 نوفمبر، وذلك نتيجة للانتصار الذي أحرزه هذا اللواء ولواء الخيالة الخفيفة الأول في عيون قارة قبل ذلك بيومين، لكن القوات العثمانية كانت تتواجد علي بعد 3 ميل (4.8 كـم) فقط جعل وجود الجيش العثماني القريب من ميناء يافا غير فعال للاستخدام في عمليات الشحن، وذلك نظرا لوجده ضمن نطاق المدفعية العثمانية.
خلال ليلة 20-21 ديسمبر 1917، نفذت الفرقة 52 البريطانية هجوما عبر نهر العوجا القريب، وخلال ذلك عبرت فرق أخرى من الفيلق الحادي عشر النهر مع المدفعية الداعمة مما أجبرت المدافعين العثمانيين على الانسحاب لمسافة 5 ميل (8.0 كـم)، أصبحت يافا وخطوط الإتصال بينها وبين القدس آمنة.

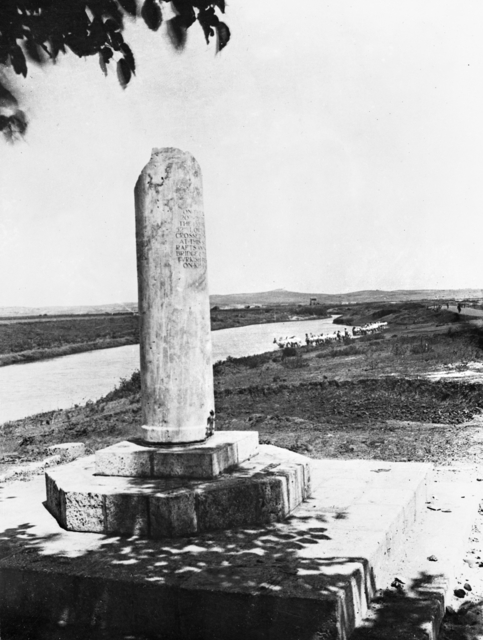
النصب التذكاري للواء 155 (جنوب اسكتلندا)، مع وجود النهر في الخلفية